# Vendolí
Vendolí (německy Stangendorf) je obec v okrese Svitavy v Pardubickém kraji. Jedná se o rozsáhlou, ze západu na východ přibližně 5 km dlouhou ves, jejíž centrum (kostel, škola) leží asi 5 km jihozápadně od centra města Svitavy. Historicky obec náležela k Hřebečsku, tedy území od 2. poloviny 13. století až do roku 1945 obývaného převážně Němci. Žije zde 1 000 obyvatel.

## Název
Nejstarší písemný doklad (1320) má podobu Stangendorf ("ves Stangů"), z roku 1517 je doložena její počeštěná varianta Štandorf. Toto jméno získala vesnice podle bratrů Štangů, kteří přišli na Moravu v družině Bruna ze Schauenburka. K roku 1535 je v českém textu doloženo jiné jméno Wayndol, které vzniklo hláskovou úpravou z německého Weidel ("vrbové proutí"). Jméno Wayndol (respektive jeho německá předloha) asi bylo starší a jméno Stangendorf bylo vesnici dáno buď po jejím dočasném zpustnutí a novém obnovení nebo při změně majitele. V češtině užívané jméno je z 18. století doloženo v podobě Wendule a z poloviny 19. století Wandula. Dnešní tvar Vendolí se používá od druhé poloviny 19. století.

## Historie
První písemná zmínka o obci pochází z roku 1320. Historicky byla obec obývána Němci, resp. Německými Moravany (Deutschmährer).
Pověsti
- Anežčina studánka[5]
- Cikánčina studánka a Vendolská lípa[6]
- O zmizení vody ve Vendolí z viny kláštera svitavského[5]
- Pekelný brouk[6]
- Věnec lesů[5]
- Žhavá ruka [7]

## Pamětihodnosti
- Kostel svatého Ondřeje
- Raně barokní fara, patrová v dezolátním stavu, zbourána začátkem roku 2016
- Množství velkých čtyřstranných usedlostí
- Rychta, na křižovatce u silnice na Svitavy
- Drobné sakrální stavby v okolí
- Památkově chráněná Vendolská lípa, uprostřed rozeklaná[8]
- Památkově chráněná lípa u hasičské zbrojnice[9]

## Doprava
Obcí prochází regionální železniční trať Svitavy – Žďárec u Skutče se dvěma zastávkami: Vendolí a Vendolí zastávka. Zastavují zde osobní vlaky do Svitav a Poličky. Mezi lety 2012–2013 zastavovaly vlaky pouze na zastávce Vendolí zastávka.
Funguje zde také autobusová linka Svitavy – Trstěnice – Litomyšl.

## Sport

### TJ Sokol Vendolí
Fotbalový tým založený v roce 1947, hrající v sezóně 2019 / 2020 III. třídu mužů fotbalové soutěže v České republice. V roce 1951 mohl tým postoupit do krajské soutěže (ovšem z finančních důvodů do soutěže nenastoupil). V letech 1987–1993 probíhal fotbalový turnaj Memoriál Karla Svobody (místního významného funkcionáře TJ).
Trenéři: p. Jiráček, Josef Barák (první polovina šedesátých let 20. století), František Chaloupka (od r. 1970), Pavel Zerzán, p. Moravec, Petr Adámek, Václav Vodička, Jaromír Drápela.
Sestava v sezóně 2019–2020:
brankář: Michal Hladík
záložník: Jakub Gruber, Jan Mauer, Daniel Leitner, David Chaloupka, Patrik Horák, Petr Fuchs, Michal Drápela, Miroslav Čejka, Milan Bublík
obránci: Tomáš Fuchs, Jindřich Tomášek, Milan Novotný, Lukáš Moravec, Miroslav Hladík, David Bořecký
útočníci: Tomáš Hladík, Lukáš Fuchs